# 時志站
時志站（日语：／ Tokishi eki */?）是位於愛知縣知多郡美濱町大字時志字北郷中，名古屋鐵道知多線的車站（廢站）。

## 歷史
車站由於比較接近河和口站，因此在戰時中暫停營業。在戰後沒有重開，一直暫停營業直至正式廢除。因此車站實際營業年期不足10年。
- 1935年（昭和10年）8月1日 - 知多鐵道（日语：知多鉄道）河和口至河和之間開設此站[1]。
- 1943年（昭和18年）2月1日 - 在合併後成為名古屋鐵道知多線的車站。
- 1944年（昭和19年） - 車站暫停使用[2]。
- 1969年（昭和44年）4月5日 - 車站廢除[2]。

## 車站構造
此站為地面車站，設有1面1線的單式月台。現時還可看見車站月台遺跡。

## 車站周邊
- 三河灣
- 時志觀音（日语：時志観音）

## 相鄰車站
所屬路線與相鄰車站取自營業時代。
名古屋鐵道
知多線
急行
通過
普通
河和口－時志－河和

## 注腳
1. 1 2 3 4  地方鉄道運輸開始（日語） 官報. 1935年08月14日
2. 1 2  今尾惠介（監修）.  7 東海. 新潮社. 2008: 47. ISBN 978-4-10-790025-8 （日语）.